# Umberto II.

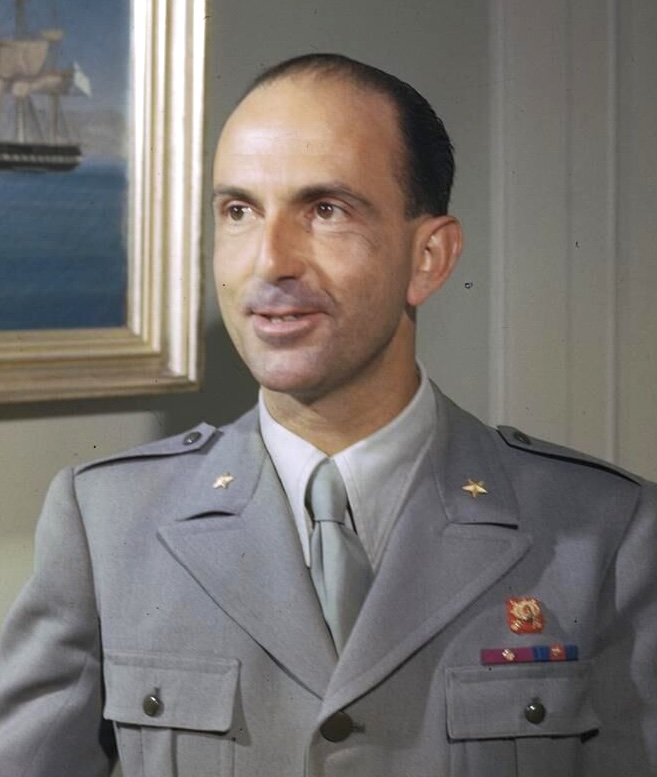
Umberto II. (1944)

Umberto II. – gebürtig Prinz Umberto Nicola Tommaso Giovanni von Savoyen – (* 15. September 1904 auf Schloss Racconigi, Piemont; † 18. März 1983 in Genf, Schweiz) war ein Angehöriger des Hauses Savoyen und vom 9. Mai bis zum 18. Juni 1946 der letzte König Italiens.

## Leben

### Kronprinz

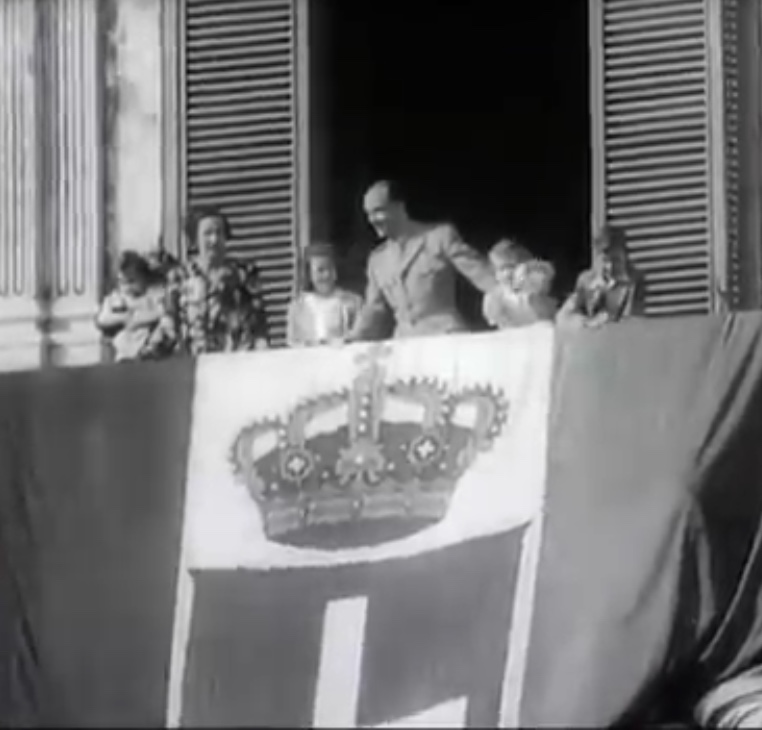
König Umberto II.

Umberto wurde als Sohn von König Viktor Emanuel III. von Italien und dessen Gemahlin Elena von Montenegro geboren. Er erhielt eine militärische Ausbildung und später das Kommando über italienische Heeres-Einheiten, was jedoch eine zeremonielle Funktion ohne tatsächliche Entscheidungsgewalt war. 1929 wurde auf den Kronprinzen in Brüssel ein Attentat verübt: Der Täter feuerte mit den Worten „Nieder mit Mussolini!“ eine Kugel ab, die Umberto verfehlte. Noch in faschistischer Zeit erhielt Umberto 1942 den militärischen Rang Marschall von Italien. Nach der Befreiung Roms am 5. Juni 1944 ernannte ihn sein Vater zum Luogotenente Generale del Regno, womit eine Delegierung königlicher Pflichten verbunden war.

### König Italiens

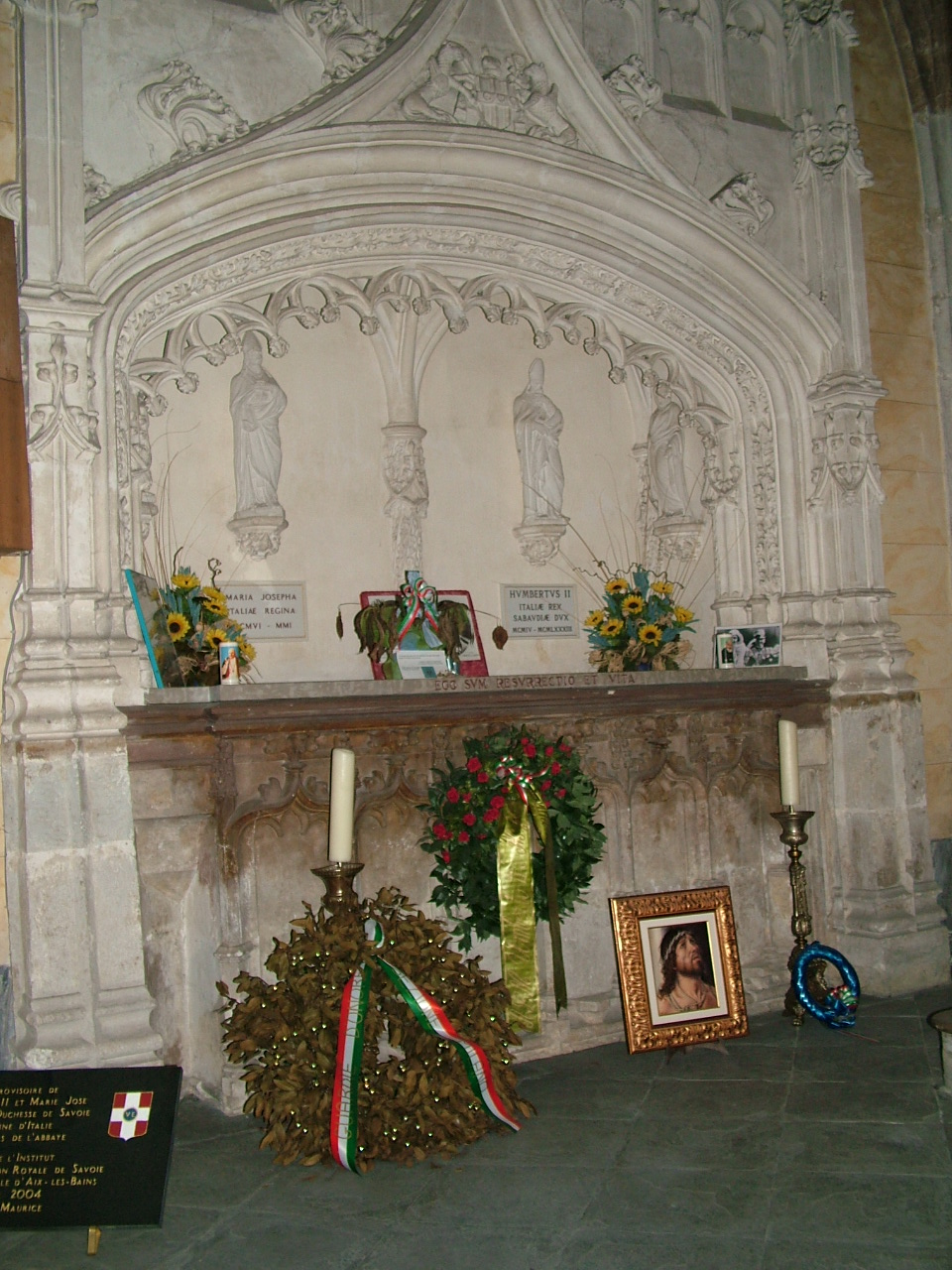
Grab von König Umberto II.

Am 9. Mai 1946 folgte Umberto seinem Vater nach dessen Abdankung als König von Italien und Herzog von Savoyen nach. Bis zum formalen Ende der Monarchie in Italien am 18. Juni 1946 war er 40 Tage lang der letzte König des Landes. Diese überaus kurze Amtszeit trug ihm den Spott- und Übernamen „re di maggio“ (Maikönig) ein.
Am 15. Mai 1946 erließ er das Sonderstatut für die Autonome Region Sizilien und schuf damit die erste Autonome Region mit Sonderstatut in Italien.
Am 2. und 3. Juni 1946 wurde über die künftige Staatsform (Beibehaltung der Monarchie oder Umwandlung in eine Republik) abgestimmt. Umberto verließ noch vor Feststehen des Resultats (54,27 % stimmten für „Republik“)
auf Druck der Regierung De Gasperi am 13. Juni das Land. Mit der Verkündung des Ergebnisses des Referendums am 18. Juni galt Umberto II. offiziell als abgesetzt und die Monarchie in Italien als beendet.

### Im Exil
Umberto von Savoyen nannte sich im portugiesischen Exil weiterhin König und erkannte die Republik nicht an. Diese Haltung gab er zeitlebens nicht auf. In der Verfassung von 1948 wurde das Rückkehrverbot für Angehörige des Hauses Savoyen festgeschrieben. Im Exil trennte er sich von seiner Frau. Am 15. Dezember 1969 beschloss sein Sohn, der sich selbst (letztlich wirkungslos) zum König Vittorio Emanuele IV. proklamierte, seinen Vater als Oberhaupt des Hauses Savoyen zu entmachten und seiner Verlobten Marina Ricolfi Doria den Titel Herzogin von Sant'Anna di Valdieri zu verleihen.
Umberto II. starb am 18. März 1983 in Genf. Er wurde in der Abtei Hautecombe in Frankreich beerdigt. In seinem Testament hinterließ er das Turiner Grabtuch, das sich seit 1453 im Besitz des Hauses Savoyen befand, dem Papst und seinen Nachfolgern unter der Bedingung, dass es in Turin verbleibe.

## Ehe und Nachkommen
Umberto heiratete am 8. Januar 1930 in Rom Marie José von Belgien (1906–2001), Tochter des belgischen Königs Albert I.
Aus der Ehe gingen vier Kinder hervor:
- Maria Pia (* 24. September 1934) ⚭ Alexander von Jugoslawien
- Viktor Emanuel (* 12. Februar 1937; † 3. Februar 2024) ⚭ Marina Ricolfi Doria
- Maria Gabriella (* 24. Februar 1940) ⚭ Robert Zellinger de Balkany
- Maria Beatrice (* 2. Februar 1943) ⚭ Luis Reyna-Corvallán y Dillon

## Namensgeber
Nach dem Prinzen wurde das 1908/09 gebaute Passagier- und Kühlfrachtschiff Principe Umberto benannt.
Das Schiff wurde im Ersten Weltkrieg bewaffnet, als Truppentransporter eingesetzt und am 8. Juni 1916 von dem österreichischen U-Boot SM U 5 versenkt. 1.926 Männer starben. Dies war gemessen an der Zahl der Toten die schlimmste Seekatastrophe des Ersten Weltkriegs.
Das Wrack wurde im Mai 2022 vor der Küste Albaniens nahe dem Kap Gjuhez entdeckt.